# Viking-program

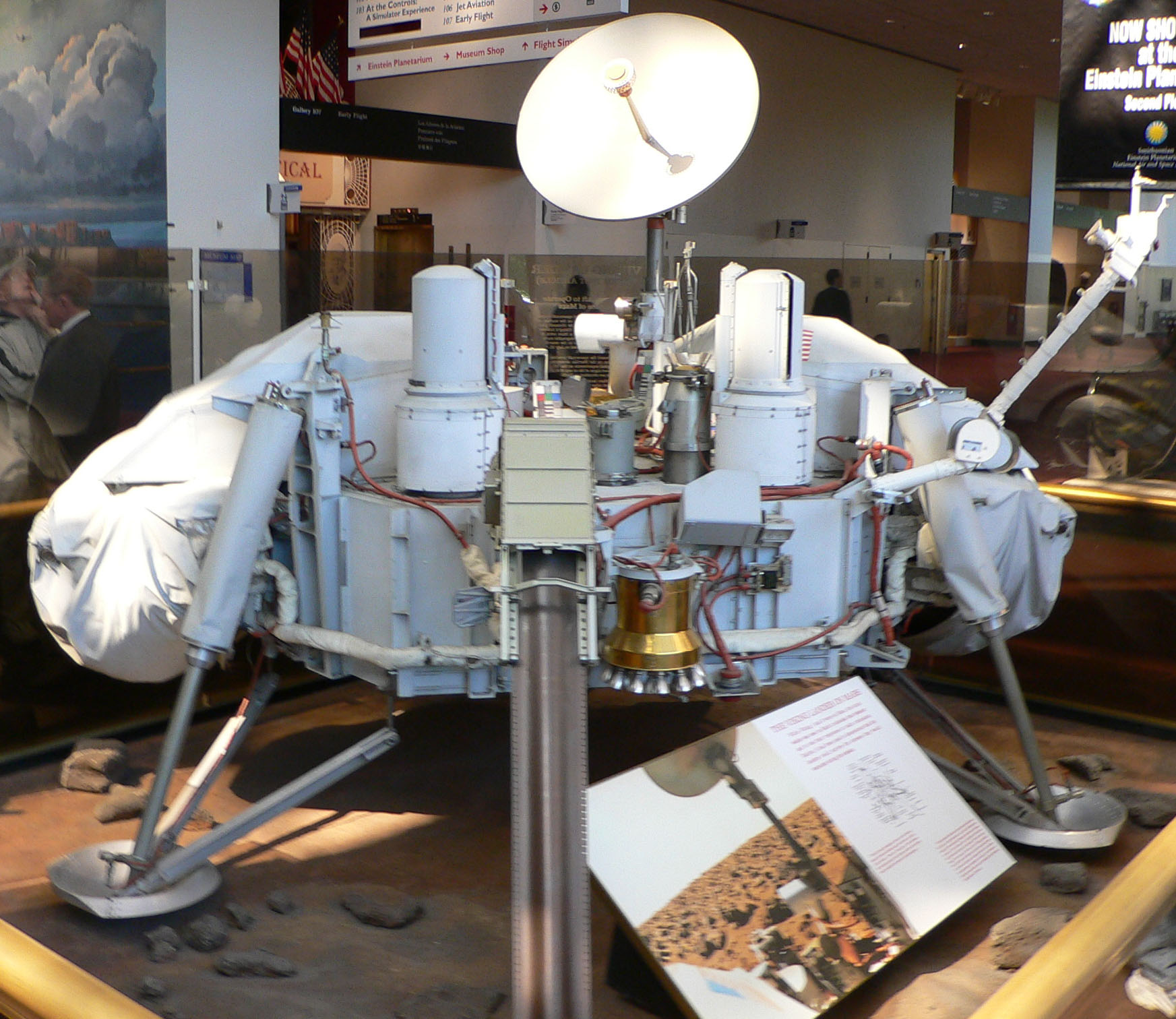
A Viking leszállóegységek modellje

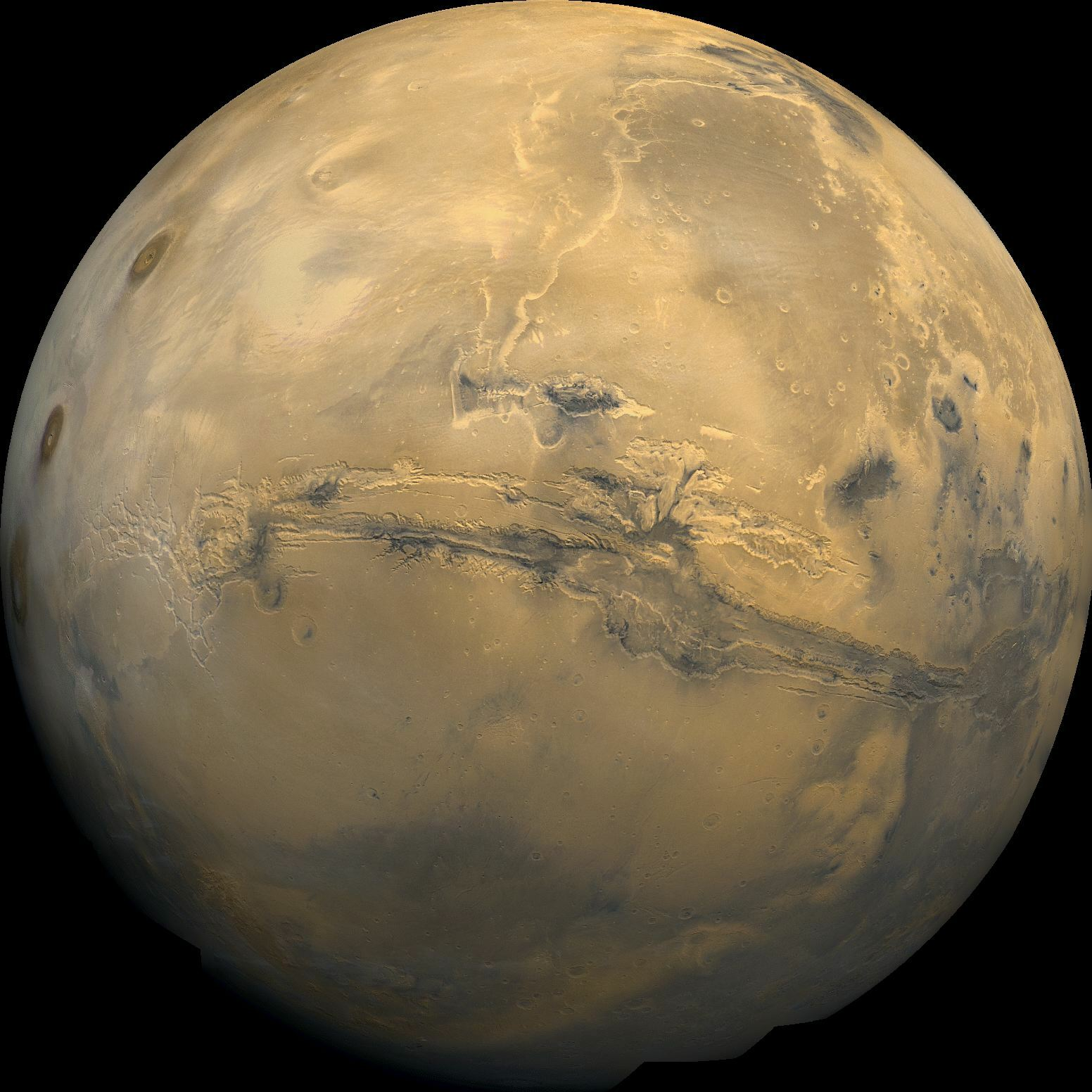
A Mars képe a Viking felvételén

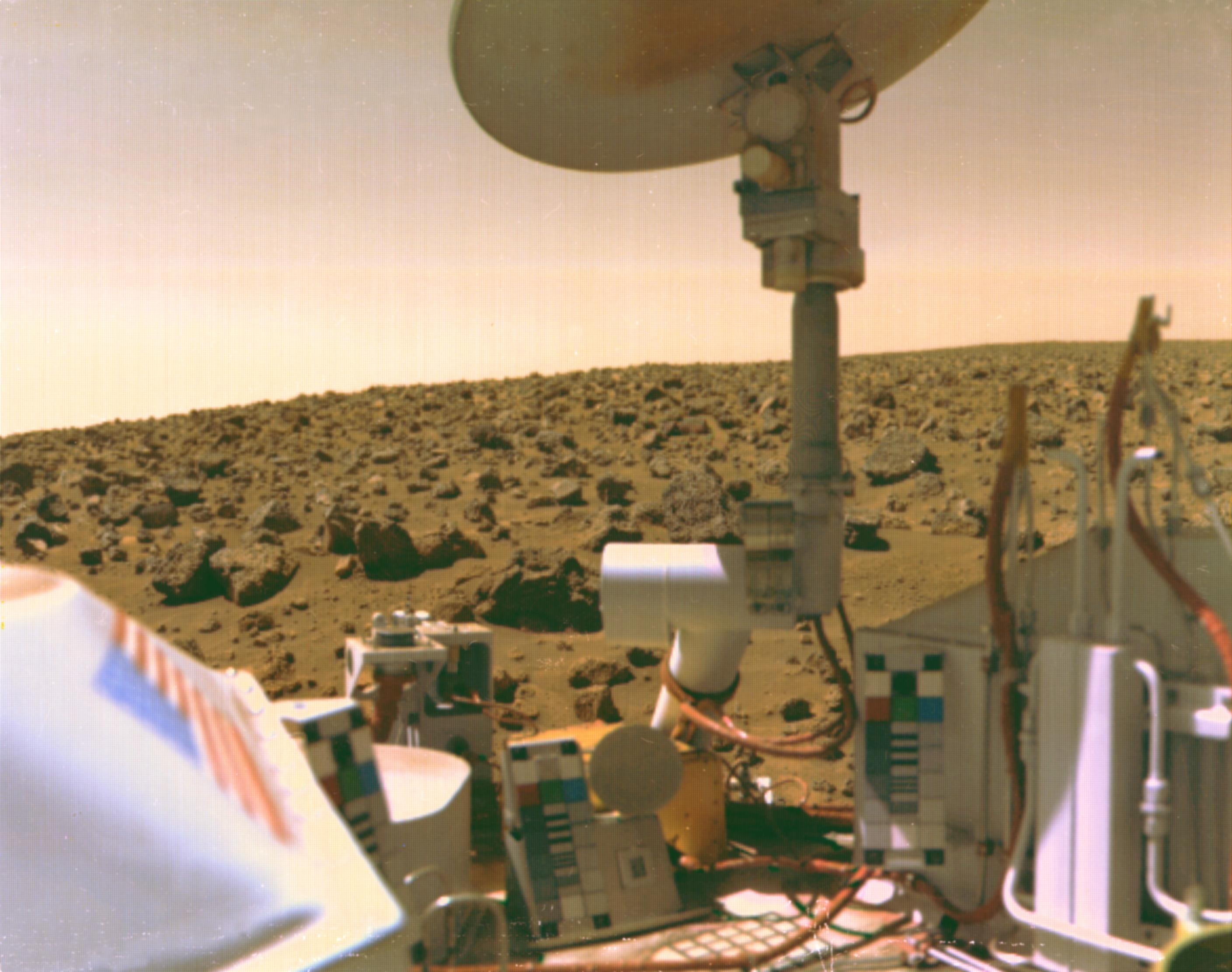
Az egyik Viking leszállóegység felvétele a Mars felszínéről

A Viking-program keretében a NASA két űrszondát indított a Marsra. Mindkét szonda egy keringő és egy leszállóegységből állt. Ezek a leszállóegységek voltak az elsők, amelyek méréseket végeztek a bolygó felszínén. Több évig működtek. Ezalatt a keringő egységek felvételeket készítettek a Mars körüli pályáról és a felszín térképezését végezték, de vizsgálták a bolygó két kis holdját is. A Viking űrszondákat a NASA Jet Propulsion Laboratory-ban fejlesztették ki. Működésüket részletesen bemutatta Carl Sagan a Cosmos című filmsorozatának 5. részében.
| Űrszonda | Indítás             | Érkezés             | Lander leszállási helye |
| -------- | ------------------- | ------------------- | ----------------------- |
| Viking-1 | 1975. augusztus 20. | 1976. július 19.    | Chryse Planitia         |
| Viking-2 | 1975. szeptember 9. | 1976. augusztus 31. | Utopia Planitia         |

A két Viking leszállóegység által végzett biológiai vizsgálatok nem mutattak ki mikroorganizmusokat a Marson található talajban.

## Lásd még
- Mars-kutatás

## Külső hivatkozások

### Magyar oldalak
- A Viking űrszondák
- A Viking nem volt elég érzékeny, 2003. november 12.
- Vikingek a Marson: 30 éve landolt a Viking-1 1. rész 2. rész

### Külföldi oldalak
- Viking Lander Images
- Viking Image Atlas of Mars
- Viking Mission to Mars
- Center for Mars Exploration